# أل بوحميد (مينوبار)
أل بوحميد (بالفارسية: البوحمید) هي قرية تقع في إيران في قسم مينوبار الريفي. يقدر عدد سكانها بـ 1,623 نسمة .